# チャールズ・ペック (菌類学者)

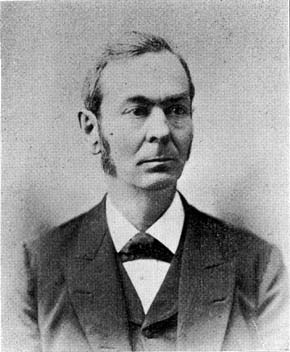
Charles Horton Peck

チャールズ・ペック（Charles Horton Peck、1833年3月30日 - 1917年7月11日）はアメリカ合衆国の菌類学者である。
ニューヨーク州のサンドレイクに生まれた。ニューヨーク州高等学院（New York State Normal School、現在のニューヨーク州立大学オールバニ校）、ニューヨークのユニオンカレッジで学んだ。1859年から高等学校（preparatory school）の Sand Lake Collegiate Instituteで数学などを教えた後、1867年から1915年の間、ニューヨーク州のState Botanistを務め、この間、2500を越える、北アメリカの菌類を記載した。1870年代から1880年代のペックはその標本を他の菌類学者に貸すことをしなかったので、多くの種の命名は他の菌類学者によって認められなかった。